# Johann Gottfried Vierling

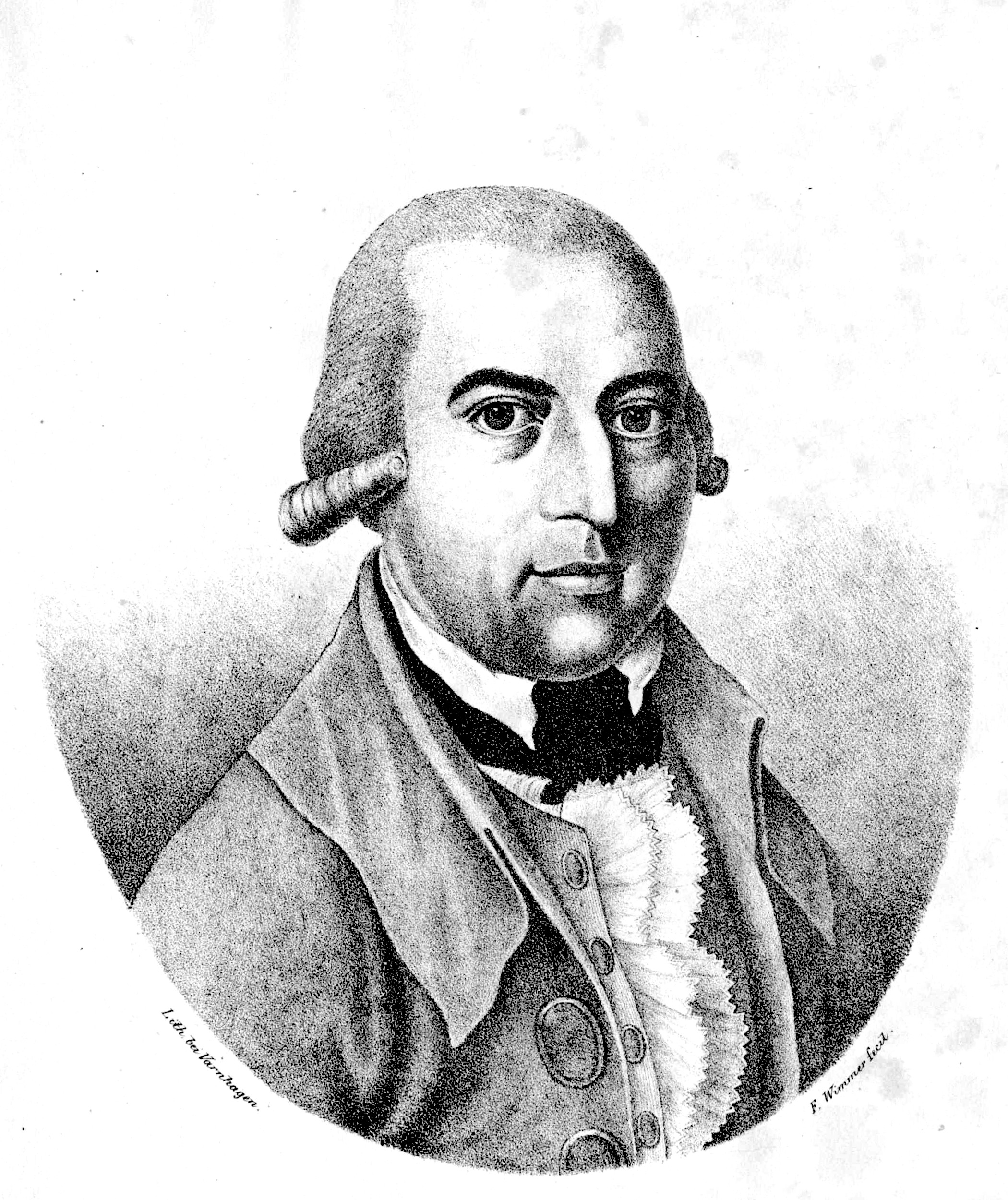
Johann Gottfried Vierling.

Johann Gottfried Vierling, född den 25 januari 1750 i Metzels i Sachsen-Meiningen, död den 22 november 1813 i Schmalkalden i Kurfurstendömet Hessen, var en tysk organist och kompositör.
Vierling studerade för bland andra Carl Philipp Emanuel Bach. Vierling, som inspirerades av Bachs stil, komponerade flera samlingar lätta orgelstycken, en koralbok (1790) och även cembalomusik, två trior, en kvartett och sex sonater. Han skrev också en generalbasskola, Allgemein faßlicher Unterricht im Generalbaß, Leipzig, 1805 (fullständig titel: Allgemein fasslicher Unterricht im Generalbass mit Rücksicht auf dem jetzt herrschenden Geschmack in der Composition durch treffende Beispiele erläutert). 
Vierling var lärare i musik på 1770-talet för den till Tyska kyrkan i Stockholm 1781 rekryterade, 9 år yngre, organisten J.C.F. Haeffner som var hovkapellmästare vid Gustav III:s hov, skapare av den nordiska studentsången och 1819 arrangör av musiken till Wallinska psalmboken.